# René Ventura
Pour les articles homonymes, voir Ventura.
René Ventura est un architecte et écrivain français.

## Biographie
Né en 1953 à Marseille, René François Ventura est diplômé en architecture, en géographie et ancien auditeur de l'École du Louvre. Titulaire d un doctorat en architecture Université de Montpellier Il exerce la profession d'architecte à Marguerittes.
En 2006, il publie Florence revisitée, où il s'attache à explorer la capitale toscane. Dans La Vraie Vie de Pierre Ménard (2009), il imagine que Pierre Ménard, médecin psy, connu de Sigmund Freud, adepte de la thérapie par l'écriture, ait inspiré à Jorge Luis Borges la rédaction de la nouvelle Pierre Ménard, auteur du Quichotte.
Il est élu correspondant de l'Académie de Nîmes en 2008.

## Ouvrages
- Florence revisitée (préf. Claude-Henri Rocquet), Nîmes, Champ social, 2006  (ISBN 2-913376-71-1).
- La Vraie Vie de Pierre Ménard, Nîmes, Lucie, 2009  (ISBN 978-2-35371-055-3).
- Thèse « L’écriture architecturale d’un dessein intellectuel -La Grande Motte de Jean Balladur » 2020